# Глупые крачки
Глупые крачки (лат. Anous) — род морских птиц из семейства чайковых (Laridae).

## Распространение
Распространены всесветно в морях тропического пояса. Обитают от Гавайских островов до Туамоту и Австралии в Тихом океане, от Красного моря до Сейшельских островов и Австралии в Индийском и на Карибах до островов Тристан-да-Кунья в Атлантике.

## Поведение
Самка откладывает одно яйцо за сезон. Питаются мелкой рыбой, которую ловят, погружая клюв под воду на лету. Не ныряют слету.

## Классификация
Международный союз орнитологов относит к роду пять видов птиц:
- Anous stolidus (Linnaeus, 1758) — Обыкновенная глупая крачка
- Anous tenuirostris (Temminck, 1823) — Малая глупая крачка
- Anous minutus F. Boie, 1844 — Чёрная кланяющаяся крачка[5]
- Anous albivitta (Bonaparte, 1856)
- Anous ceruleus (F. D. Bennett, 1840) — Серая глупая крачка